# Hipponicos (général)
Pour les articles homonymes, voir Hipponicos.
Hipponicos (parfois appelé Hipponicos III pour le distinguer de sa famille) est un général athénien du Ve siècle av. J.-C.

## Biographie

### Famille
Fils de Callias II et de Elpinike, fille de Miltiades.
De son épouse Deinomache, il est le père de Callias III. D'une relation avec une femme au nom inconnu, il est le père de Hipparete, épouse d'Alcibiade III, et du philosophe Hermogène.

### Carrière
Il est vainqueur des Béotiens la bataille de la Bataille de Tanagra en 426 av. J.-C., il est tombé au combat lors de la bataille de Délion.

## Sources
1. ↑  Christian Settipani, « Les prétentions généalogiques à Athènes sous l'Empire romain », Thèse de doctorat en Histoire, Université de Lorraine,‎ 4 décembre 2013 (lire en ligne, consulté le 2 novembre 2023).

- Préface de Émile Chambry au Protagoras, Bibliothèque électronique du Québec, collection « Philosophie », vol. 10.